# (5359) Markzakharov
(5359) Markzakharov est un astéroïde de la ceinture principale.

## Description
(5359) Markzakharov est un astéroïde de la ceinture principale. Il fut découvert le 24 août 1974 à Nauchnyj par Lioudmila Tchernykh. Il présente une orbite caractérisée par un demi-grand axe de 2,34 UA, une excentricité de 0,20 et une inclinaison de 1,6° par rapport à l'écliptique.

## Compléments